# Блаунт, Уолтер, 1-й барон Маунтжой
Сэр Уолтер Блаунт (англ. Sir Walter Blount; умер 1 августа 1474) — английский аристократ, 1-й барон Маунтжой с 1465 года, кавалер ордена Подвязки, лорд-казначей с 1465 года. Участвовал в войнах Алой и Белой розы на стороне Йоркской династии.

## Биография
Уолтер Блаунт принадлежал к старинному английскому роду, владевшему землями в Дербишире. Его родителями были сэр Томас Блаунт и Маргарет Грисли, а дедом по отцу — сэр Уолтер Блаунт, погибший в 1403 году в битве при Шрусбери, где был королевским знаменосцем. Уолтер-младший родился предположительно в родовом поместье Бартон Блаунт. Унаследовав отцовские владения, он соперничал за влияние в своём графстве с семьями Вернонов и Лонгфордов и смог заменить Вернонов в качестве почти постоянного представителя Дербишира в парламенте (1447, 1449, 1450—1451, 1453 — 54, 1455—1456, 1460—1461).
В войнах Алой и Белой розы Блаунт поддержал Йорков, за что удостоился многих наград от короля Эдуарда IV. В 1460 году он стал казначеем Кале (видимо, сразу после своего отца), 29 марта 1461 года храбро сражался при Таутоне и за это был посвящён в рыцари и получил должность губернатора Кале. Осенью того же года сэр Уолтер осаждал с большими силами замок Хэмпнес недалеко от Кале (по-видимому, гарнизон крепости сохранял верность Ланкастерам). В 1465 году он стал лордом-казначеем и получил титул барона Маунтжоя; это был первый в Англии случай, когда баронский титул не был связан с географической локализацией. Прадед Уолтера был женат на дочери сэра Томаса де Маунтжоя, и выбор титула мог быть напоминанием об этом давнем союзе. В 1467 году Блаунту были пожалованы земли в Девоншире, конфискованные у семейства Куртене. В 1468 году сэр Уолтер должен был сопровождать короля в запланированной экспедиции на континент — на помощь герцогу Бретонскому Франциску II против короля Франции Людовика XI. В 1469 году он был рядом с Эдуардом IV во время его торжественного вступления в Лондон сразу после освобождения из заключения (монарха на время лишили свободы граф Уорик и герцог Кларенс). В 1472 году Уолтер стал кавалером ордена Подвязки. Умер он 1 августа 1474 года.
Блаунт отличался благочестием. 17 сентября 1469 года он и его вторая жена были приняты в братство капитула монастыря Святой Троицы в Кентербери. В завещании сэра Уолтера, которое датировано 8 июля 1474 года, упоминаются пожертвования в пользу больницы Святого Леонарда близ Алкмонтона в Дербишире, основанной его бабкой донной Санчей де Айала; в той же деревне барон Маунтжой основал часовню.

## Семья
Уолтер Блаунт был женат дважды: на Хелен Байрон, дочери сэра Джона Байрона из Клейтона в Ланкашире и Марджори Бут, и (с 1467 года) на Энн Невилл, дочери Ральфа Невилла, 1-го графа Уэстморленда, и Джоан Бофорт. В первом браке родились:
- Уильям (он погиб в битве при Барнете в 1471 году, при жизни отца, так что вторым бароном Маунтжой стал его сын Эдуард) (1464—1475);
- Джон, 3-й барон Маунтжой (около 1450—1485);
- Джеймс (умер в 1493)[5][1].